# Korpe
Korpe so naselje v Občini Lukovica.